# Seelenschmerz
Albums de BlutEngel
Child of Glass
(1999) Angel Dust
(2002)
Singles
1. Bloody Pleasures
Sortie : 27 juillet 2001[2]

Seelenschmerz est le deuxième album studio du groupe allemand BlutEngel. Il est réédité en 2011, remastérisé, en deux disques, l'album original remastérisé et un disque bonus contenant des titres du disque bonus original, le single Bloody Pleasures, et un titre de compilation. L'album est publié au label discographique Out of Line.
Une édition spéciale 10 ans sort en 2011.

## Liste des pistes
| 1.  | Welcome to the Suicide (Intro) | 2:52 |
| 2.  | Seelenschmerz                  | 5:33 |
| 3.  | I'm Dying Alone                | 3:46 |
| 4.  | Der Spiegel                    | 3:32 |
| 5.  | Schmerz 1 – Liebe              | 6:13 |
| 6.  | Die with You                   | 4:49 |
| 7.  | Run Away                       | 3:58 |
| 8.  | Soul of Ice                    | 4:50 |
| 9.  | Schmerz 2 – Lust               | 2:59 |
| 10. | Bloody Pleasures               | 4:41 |
| 11. | Children of the Night          | 4:56 |
| 12. | Schmerz 3 – Einsamkeit         | 2:05 |
| 13. | Any Chance?                    | 6:17 |
| 14. | Road to Hell                   | 5:29 |
| 15. | Schmerz 4 – Tod                | 2:28 |
| 16. | After Death (Outro)            | 2:15 |

| 1. | Fairyland (Male Version) | 4:14 |
| 2. | Addicted                 | 4:54 |
| 3. | No One (Lives Forever)   | 5:25 |
| 4. | My World                 | 5:41 |

- La version féminine de Fairyland est chantée par Kati et apparaît sur la compilation Machineries of Joy vol. 1.

| 1. | Bloody Pleasures                    | 4:40 |
| 2. | Bloody Pleasures (Extended Mix)     | 6:20 |
| 3. | Children of the Night (Edit)        | 4:58 |
| 4. | Children of the Night (Inscape Mix) | 4:32 |
| 5. | Fairyland (Male Version)            | 4:15 |
| 6. | Addicted                            | 4:55 |
| 7. | No One (Lives Forever)              | 5:30 |
| 8. | My World                            | 5:43 |
| 9. | Fairyland                           | 4:12 |